# Kees Vermunt
Kees Vermunt (Roosendaal, 22 mei 1931 – Rucphen, 16 september 2019) was een Nederlands voetballer en voetbalcoach.

## Biografie
Vermunt speelde van zijn vijftiende tot zijn vierendertigste in het eerste elftal van RBC waarmee hij in 1957 kampioen werd in de Tweede divisie B. In 1950 speelde hij in enkele oefenwedstrijden mee met Willem II. In 1952 speelde hij in het Nederlands militair voetbalelftal samen met onder anderen Rinus Michels, Jan Klaassens en Ger van Mourik, in het team dat de derde plaats behaalde op de Militaire Wereldkampioenschappen voetbal.
In 1964 werd hij trainer in het amateurvoetbal waarin hij acht keer kampioen werd waaronder drie maal op rij (1973–75) in de Eerste Klasse met RBC en in 1973 tevens algeheel zondagkampioen. Hij trainde zowel RBC als RKC en VC Vlissingen voor die clubs (opnieuw) de stap naar het professionele voetbal zouden maken. Hij was als laatste, 1997 tot 1999, actief als jeugdcoördinator bij RBC. Op 14 september 2019 werd hij benoemd tot erelid van RBC.
Vermunt werd in 2018 getroffen door een herseninfarct. Hij overleed anderhalf jaar later in een zorgcentrum in Rucphen.

## Carrièrestatistieken
| Seizoen         | Club            | Land            | Competitie                   | Competitie | Competitie | Beker | Beker | Internationaal | Internationaal | Overig | Overig | Totaal | Totaal |
| Seizoen         | Club            | Land            | Competitie                   | Wed.       | Dlp.       | Wed.  | Dlp.  | Wed.           | Dlp.           | Wed.   | Dlp.   | Wed.   | Dlp.   |
| --------------- | --------------- | --------------- | ---------------------------- | ---------- | ---------- | ----- | ----- | -------------- | -------------- | ------ | ------ | ------ | ------ |
| 1954/55         | RBC             | Nederland       | Eerste klasse C (Afgebroken) | –          | 8          | –     | –     | –              | –              | 0      | 0      | –      | 8      |
| 1954/55         | RBC             | Nederland       | Eerste klasse D              | –          | 15         | –     | –     | –              | –              | –      | 0      | –      | 15     |
| 1955/56         | RBC             | Nederland       | Eerste klasse B              | –          | 15         | –     | –     | –              | –              | 0      | 0      | –      | 15     |
| 1956/57         | RBC             | Nederland       | Tweede divisie B             | –          | 16         | –     | 0     | –              | –              | 0      | 0      | –      | 16     |
| 1957/58         | RBC             | Nederland       | Eerste divisie A             | –          | 10         | 3     | 2     | –              | –              | 0      | 0      | –      | 12     |
| 1958/59         | RBC             | Nederland       | Eerste divisie B             | –          | 15         | 2     | 2     | –              | –              | 0      | 0      | –      | 17     |
| 1959/60         | RBC             | Nederland       | Eerste divisie B             | –          | 17         | –     | –     | –              | –              | 0      | 0      | –      | 17     |
| 1960/61         | RBC             | Nederland       | Eerste divisie A             | –          | 5          | –     | 2     | –              | –              | 0      | 0      | –      | 7      |
| 1961/62         | RBC             | Nederland       | Eerste divisie               | –          | 13         | –     | 0     | –              | –              | 0      | 0      | –      | 13     |
| 1962/63         | RBC             | Nederland       | Eerste divisie               | –          | 6          | –     | 0     | –              | –              | 0      | 0      | –      | 6      |
| 1963/64         | RBC             | Nederland       | Eerste divisie               | 27         | 9          | 2     | 1     | –              | –              | 0      | 0      | 29     | 10     |
| Carrière totaal | Carrière totaal | Carrière totaal | Carrière totaal              | –          | 129        | –     | 7     | 0              | 0              | 0      | 0      | –      | 136    |

## Erelijst
RBC
| Nationaal      |    |         |
| Tweede divisie | 1x | 1956/57 |